# 鎌倉稲荷神社
鎌倉稲荷神社（かまくらいなりじんじゃ）は、埼玉県三郷市の神社。

## 歴史
1688年（元禄元年）に創建された。この年に長沼村から鎌倉村に分村した。そして伏見稲荷大社から分霊を勧請した。近くの明王院が別当寺であった。
明治初期、近代社格制度に基づく「村社」に列せられた。ところが1910年（明治43年）の神社合祀に際しては、戸ケ崎香取神社に合祀されてしまった。旧氏子はやむなく1914年（大正3年）に遥拝所を建てることになった。
戦後、当地が土地改良区に指定され、土地改良事業が開始された。それに伴い、神社の再興の機運が高まり、1971年（昭和46年）に復祀された。そして1978年（昭和53年）に宗教法人として認証された際、失われつつあった「鎌倉」の地名を冠して「鎌倉稲荷神社」と称することになった。

## 交通アクセス
- 路線バス鷹野五丁目停留所より徒歩3分。